# Dubravské jezero
Dubravské jezero (chorvatsky Dubravsko jezero) nebo též jezero Dubrava je umělé jezero a přehradní nádrž v Chorvatsku. S rozlohou 17,1 km² je největším chorvatským umělým jezerem a po Vranském jezeře druhým největším jezerem v Chorvatsku. Dubravské jezero (spolu s jinými umělými jezery, jako jsou Varaždinské jezero, Ormožské jezero a Ptujské jezero ve Slovinsku) je největším jezerem ležícím na řece Drávě. Voda je do jezera přiváděna řekou Drávou ze západu a na východě je z jezera voda odváděna jednak Drávou, tak i kanálem spojujícím Dubravské jezero s vodní elektrárnou Dubrava, která byla postavena v roce 1989. Jezero bylo pojmenováno podle nedaleké opčiny Donja Dubrava.
Na severním pobřeží jezera se nachází město Prelog, v jehož blízkosti se nachází marina a malé letiště pro vyznavače závěsného létání. Dubravské jezero je rovněž oblíbeným místem pro rybolov.